# Jennifer Government: NationStates
Jennifer Government: NationStates, comumente chamado de Nation States (sigla NS)  é um simulador de nações que pode ser jogado na internet. Foi criado nos finais de 2002 por Max Barry, baseado no seu romance Jennifer Government. No jogo, o principal objetivo do jogador é criar e cuidar de sua própria nação, resolvendo as tarefas (issues, como aparece no jogo, em inglês) que são requisitadas.

## Jogabilidade

Um gráfico mostrando os 27 tipos de governo do jogo

Os jogadores começam configurando sua nação respondendo a um pequeno questionário, que determina o tipo de governo que a nação terá. A jogabilidade depende de decidir as políticas do governo por meio de "questões", que são apresentadas ao jogador várias vezes ao dia. O jogador pode escolher em uma lista de opções ou descartar o problema. As respostas do jogador podem afetar o status da nação em três estatísticas principais: liberdade política, direitos civis e economia. Com base nessas estatísticas principais, a nação é atribuída a uma das 27 classificações do governo.
Os jogadores também podem optar por participar da Assembleia Mundial, um órgão voluntário semelhante às Nações Unidas preocupado com a elaboração e aprovação do direito internacional. Tem duas câmaras totalmente separadas: a Assembleia Geral e o Conselho de Segurança. Enquanto a Assembleia Geral está preocupada em aprovar legislação sobre vários tópicos, o Conselho de Segurança reconhece várias nações e regiões por boas ou más ações. Muitas regiões têm um governo funcional e democracia. Os usuários podem criar suas próprias regiões.  Para que uma nação faça parte da Assembleia Mundial, é necessário que o jogador solicite um e-mail com uma confirmação. Se o e-mail for enviado, o jogador deve clicar em "aceitar". Depois disso, a nação passará a fazer parte da Assembleia Mundial. Nações que não possuem um e-mail vinculado em sua conta no jogo não poderão se juntar a Assembleia Mundial.
Qualquer nação que possuir mais de dois endorsamentos pode fazer uma proposta na Assembleia Mundial. A proposta pode ser uma condenação ou uma liberação. As condenações e liberações podem ser direcionadas a nações ou a regiões. Se uma proposta for aprovada por pelo menos 106 delegados da Assembleia Mundial, ela virará uma resolução.

### Regiões
O jogo tem mais de 22 mil regiões, com diferentes números de países dentro delas e com diferentes formas de governo. Jogadores podem criar suas próprias regiões, porém algumas regiões são criadas pelo próprio jogo. Certas regiões possuem alto alcance e centenas de jogadores, entre elas podem-se citar: a região New Western Atlantic a região Thaecia e a região New Yellow Empire. Essa última se diz como "a mais temida do jogo". Há diferentes regiões baseadas em todo tipo de ideologia, como as regiões comunistas, socialistas e conservadoras. O jogador que cria sua própria região é automaticamente posto como fundador da mesma. Se mais nações entrarem na região, o fundador pode apontar um delegado da Assembleia Mundial para representá-la na mesma.
Cada região tem uma forma de governo definida. Há regiões que são democracias, mas há também as que são autoritárias e com administrações nada democráticas.

### Endossos
Um endosso (endorsment, em inglês) é um reconhecimento que uma nação recebe de outras nações. Os endossos dão mais influência para uma nação, o que significa que quanto mais endossos uma nação recebe, mais influência ela ganhará ao longo do tempo.

## Influência
Em uma entrevista, Max Barry disse que a influência para o jogo começou com um questionário que ele respondeu: "NationStates foi influenciado por um pequeno teste político que fiz uma vez, onde você responde a um monte de perguntas de múltipla escolha e tem sua política categorizada... . Foi divertido, mas eu também queria ver que tipo de país minhas políticas criaram, e ter que lidar com as consequências".

## Recepção

### Recepção crítica
Jay Is Games's Jerrad elogiou o jogo afirmando que "a verdadeira beleza neste jogo é que ele é acessível em tantos níveis." No livro de 2008 The Video Game Theory Reader 2, Lars Konzack criticou que promovia libertarianismo, mas diz "aberto à experimentação e reflexão sobre política em vez de ser meramente propaganda política. Torna-se um jogo filosófico em que o jogador é convidado a fazer parte de um exame de ideias políticas. Este jogo aproveita o potencial dos jogos para realmente colocar o jogador no controle e deixá-lo refletir sobre suas próprias decisões, investigando a teoria política transformada em estética de jogo significativa." No livro de 2008 A Arte e Ciência da Interface e Design de Interação, Volume 1, C. Paul disse que NationStates é uma visão interessante da interação de liberdade e controle (e governança sem governo)".
ProgrammableWeb's Kevin Sundstrom listou NationStates entre as 30 Novas APIs comentando que sua interface de programação de aplicativos "fornece uma interface de desenvolvedor para automatizar o mundo do jogo coleção de dados".

### Popularidade
O jogo atraiu mil jogadores em duas semanas e tinha 20.700 no final do primeiro ano. Barry ficou surpreso com a popularidade do jogo e viu seus fóruns de discussão se transformarem em uma arena de debate político. Ele ficou impressionado com algumas atividades nos fóruns, relatando como "uma nação acusou outro de realizar testes secretos de mísseis e postar fotos para provar isso. Isso se transformou em uma crise internacional que só foi resolvida com o envio de equipes de inspetores de armas independentes".

### Cessação e desistência
Em 21 de janeiro de 2008, o desenvolvedor Max Barry recebeu uma carta de cessação e desistência da Nações Unidas pelo uso não autorizado de seu nome e emblema para a organização fictícia do jogo. Como resultado, Barry mudou o nome da organização para "Assembleia Mundial".

### Fórum board
NationStates tem um grande e ativo fórum board. O conselho foi hospedado de 2004 a 2009 pela Jolt, antes de ser auto-hospedado quand a Jolt foi adquirido pela OMAC Holdings.
Há uma variedade de categorias em que uma infinidade de tópicos podem ser encontrados. Em novembro de 2020, aproximadamente 31 milhões de postagens foram feitas em aproximadamente 400.000 tópicos do fórum, com pouco mais de 1,41 milhão de usuários registrados.